# Clidna Tessera
La Clidna Tessera è una struttura geologica della superficie di Venere.